# Hacklab
Un hacklabs és un lloc on els furoners es reuneixen físicament per a compartir els seus coneixements, discutir sobre l'ús social de la tecnologia i estudien com protestar contra l'apropiació privada dels instruments de comunicació.
Els hacklabs acostumen a utilitzar un sistema d'organització i aprenentatge cooperatiu basat en el programari lliure gràcies als avantatges que ofereix (autoaprenentatge, coneixement de lliure disposició).
Darrere de l'organització dels hacklabs hi acostuma a haver un fort compromís ideològic, tot i que els participants poden veure'l a més com un lloc per aprendre-hi i experimentar que no només de militància.